# Noir (anime)
Noir (jap. ノワール Nowāru) – 26-odcinkowy serial anime z 2001 roku, stworzony przez japońskie studia animacji Bee Train i Victor Entertainment.
Serial opowiada o losach dwóch młodych dziewczyn pracujących jako płatne morderczynie, które po spotkaniu odbywają podróż aby znaleźć odpowiedzi na tajemnice ze swojej przeszłości. Podczas serii, są zwabiane do coraz większej ilości pułapek zastawianych przez potajemną organizację nazwaną Les Soldats.
W Japonii serial był emitowany na kanale TV Tokyo w dniach od 26 kwietnia do 28 września 2001 roku. W Europie serial był transmitowany we Francji przez stację Canal+ oraz w Niemczech przez stację VIVA.

## Postacie
- Kirika Yumura – jest uczennicą, która nie zna swojego imienia i nazwiska oraz przeszłości. Wie tylko, że jest Noir. Pewnego dnia budzi się w nieznanym sobie miejscu ubrana w szkolny mundurek. W pobliżu znajduje sfałszowaną legitymację szkolną, broń i tajemniczy zegarek. Kontaktuje się z Mireille i szuka odpowiedzi. Jest cicha, spokojna i zamknięta w sobie. Świetnie strzela, jest zwinna i szybka. Jej bronią jest Beretta M1934.

Seiyū: Hōko Kuwashima 
- Mireille Bouquet – jest młodą kobietą pochodzącą z korsykańskiej zamożnej i wpływowej rodziny. Jej rodzice mieli oddać Mireille pod opiekę organizacji Soldats, ale sprzeciwili się i zostali zamordowani. Obecnie pracuje we Francji jako płatny zabójca. Postanawia zaopiekować się Kiriką i zaczynają wspólnie pracować pod kryptonimem Noir. Jej bronią jest Walther P99.

Seiyū: Kotono Mitsuishi 
- Chloe – jest bardzo tajemniczą osobą w wieku Kiriki. Jest dobrze wyszkoloną zabójczynią i przedstawia się jako prawdziwa Noir. Chloe jest bardzo wierna Altenie i pracuje dla Soldats. Była świadkiem zabójstwa rodziny Bouquet przez Kirikę. To wydarzenie spowodowało u niej fascynację Kiriką. Posługuje się nożami zamiast broni palnej.

Seiyū: Aya Hisakawa 
- Altena – opiekuje się Chloe. Mieszka w ruinach zamku na granicy Francji i Hiszpanii, bez prądu i telefonów. Została osierocona podczas wojny. Jest fanatyczką ceremonii i rytuału związanego z Noir. Równie bezwzględna, nie boi się śmierci. Sprawia wrażenie osoby miłej i spokojnej.

Seiyū: Tarako 

## Produkcja
Reżyserem i scenarzystą serii jest Koichi Mashimo, natomiast za muzykę do serii odpowiada Yuki Kajiura.

## Spis odcinków
| N/o | Premiera   | Angielski tytuł                     | Japoński tytuł           |
| --- | ---------- | ----------------------------------- | ------------------------ |
| 01  | 06.04.2001 | Maidens with Black Hands            | 黒き手の処女たち         |
| 02  | 13.04.2001 | Daily Bread                         | 日々の糧                 |
| 03  | 20.04.2001 | The Assassination Play              | 暗殺遊戯                 |
| 04  | 27.04.2001 | The Sound of Waves                  | 波の音                   |
| 05  | 04.05.2001 | Les Soldats                         | レ・ソルダ               |
| 06  | 11.05.2001 | Lost Kitten                         | 迷い猫                   |
| 07  | 18.05.2001 | The Black Thread of Fate            | 運命の黒い糸             |
| 08  | 25.05.2001 | Intoccabile Act 1                   | イントッカービレ acte I  |
| 09  | 01.06.2001 | Intoccabile Act 2                   | イントッカービレ acte II |
| 10  | 08.06.2001 | The True Noir                       | 真のノワール             |
| 11  | 15.06.2001 | Moonlit Tea Party                   | 月下之茶宴               |
| 12  | 22.06.2001 | Assassination Mission               | 刺客行                   |
| 13  | 29.06.2001 | Season of Hell                      | 地獄の季節               |
| 14  | 05.07.2001 | A Bouquet of Flowers for Mireille   | ミレイユに花束を         |
| 15  | 12.07.2001 | The Cold-Blooded Killer Act 1       | 冷眼殺手 acte I          |
| 16  | 19.07.2001 | The Cold-Blooded Killer Act 2       | 冷眼殺手 acte II         |
| 17  | 26.07.2001 | Return to Corsica                   | コルシカに還る           |
| 18  | 02.08.2001 | The Darkness Within Me              | 私の闇                   |
| 19  | 09.08.2001 | Two Hands of the Soldats            | ソルダの両手             |
| 20  | 16.08.2001 | The Sin Within the Sin              | 罪の中の罪               |
| 21  | 23.08.2001 | Morning Without Dawn                | 無明の朝                 |
| 22  | 30.08.2001 | Journey's End                       | 旅路の果て               |
| 23  | 06.09.2001 | Sentiments for the Remaining Flower | 残花有情                 |
| 24  | 13.09.2001 | Dark Return                         | 暗黒回帰                 |
| 25  | 20.09.2001 | The Depth of Hell's Fire            | 業火の淵                 |
| 26  | 27.09.2001 | Birth                               |                          |

## Spis utworów muzycznych
Noir Soundtrack 1
1. Kopperia no Hitsugi (ALI PROJECT)
2. Les Soldats
3. Snow
4. Canta Per Me
5. Corsican Corridor
6. Ode to Power
7. Solitude by the Window
8. Romance
9. Silent Pain
10. Lullaby
11. Melodie
12. Chloe
13. Whispering Hills
14. Zero Hour
15. Lair You Lie
16. Sorrow
17. Salva Nos
18. Kirei na Kanjou

Noir Soundtrack 2
1. Le Grand Retour
2. Secret Game
3. Fake Garden
4. Les Soldats II
5. In Memory of You
6. Colosseum
7. Salva Nos II
8. Maze
9. In Peace
10. Despair
11. Power Hungry
12. Black is Black
13. Canta Per Me II
14. At Dusk
15. Premonition
16. Killing
17. A Farewell Song
18. Kirei na kanjou – Piano Version
19. Indio

Noir Soundtrack 3
Oficjalny tytuł na płycie: "Blanc dans Noir"
Disc 1
1. Red and Black
2. Prelude
3. Canta Per Me – Japanese Version
4. Lullaby – Japanese Version
5. Em More
6. Himitsu
7. Salva Nos Dialogie – Remix
8. Love
9. Gensou Rakuen

Disc 2
1. Guest B
2. Melody Salva Nos Version
3. Jealousy
4. At Dawn
5. Black Society
6. Family Affection
7. Church
8. At Ease